# Амелько Микола Миколайович
Микола Миколайович Амелько (нар. 22 листопада 1914, місто Петрогад, тепер Санкт-Петербург, Російська Федерація — 27 червня 2007, місто Москва) — радянський військово-морський діяч, командувач Тихоокеанського флоту СРСР (1962—1969), заступник головнокомандувача Військово-морського флоту СРСР із протичовнових сил, заступник начальника Генерального штабу Збройних сил СРСР з військово-морського флоту (1979—1986), адмірал (13.04.1964). Кандидат у члени ЦК КПРС у 1966—1971 роках. Депутат Верховної Ради СРСР 7—8-го скликань. Кандидат військово-морських наук (1965).

## Життєпис
Народився в родині працівників лікарні Святої Марії Магдалини на Васильєвському острові Петербурга. Батьки були вихідцями з Білорусі. Після ранньої смерті матері через бідність батька, який не міг утримувати один всіх дітей, з 1916 року жив у родичів в білоруських селах.
У 1924 році повернувся до Ленінграду. Закінчив 6 класів школи, з 1929 року працював на паперової фабриці імені Володарського та навчався в школі фабрично-заводського навчання при цій фабриці.
У Військово-морському флоті СРСР з 1931 року.
З липня 1931 року навчався на штурманському секторі Військово-морського училища імені Фрунзе, яке закінчив у червні 1936 року.
У червні 1936 року призначений помічником начальника морського відділення розвідувального управління (IV управління) РСЧА в Москві. У січні 1938 року разом з одним співробітником відділу був знятий з посади за звинуваченням у зникненні двох секретних документів, восени 1938 року засуджений військовим трибуналом Московського військового округу до 3 років виправно-трудових таборів за статтею 193-а Кримінального кодексу РРФСР (недбале ставлення до військової служби). Після відхилення апеляції заарештований, відправлений для відбування покарання у виправно-трудовий табір у Вологодській області. У лютому 1939 року був звільнений за амністією із зняттям судимості, повернувся до Ленінграду, працював в артілі шкіргалантереї.
У березні 1939 року відновлений в кадрах Військово-морського флоту СРСР. З березня 1939 року проходив службу на навчальному судні «Ленинградсовет» Балтійського флоту, був командиром електронавігаційної групи, а з квітня 1940 року — помічником командира судна. Учасник радянсько-фінської війни 1939—1940 років, служив командиром загону висадкових плавзасобів під час висадки десанту на острів Сескар 30 листопада 1939 року.
Учасник німецько-радянської війни.  У лютому 1941 року призначений командиром на навчальному судні «Ленинградсовет» Балтійського флоту  — плавбази дивізіону катерних тральщиків у місті Таллінні. Брав участь в Таллінському переході та в  обороні Ленінграда. З січня 1942 року — командир дивізіону мережевих загороджувачів охорони водного району головної бази флоту, з вересня 1942 року — командир дивізіону катерних тральщиків, з квітня 1943 по квітень 1945 року — командир дивізіону сторожових кораблів — димозавісників Кронштадського морського оборонного району.
Член ВКП(б) з 1944 року.
З квітня 1945 року — начальник штабу бригади тралення Балтійського флоту. З квітня 1949 року — командир 98-ї бригади охорони водного району Ризької військово-морської бази. З січня 1952 року — начальник штабу, з вересня 1953 по листопад 1954 року — командир 64-ї дивізії охорони водного району 4-го Військово-морського флоту.
З грудня 1954 по жовтень 1956 року — слухач військово-морського факультету Вищої військової академії імені Ворошилова.
З листопада 1956 по червень 1962 року — начальник штабу — заступник командувача Тихоокеанського флоту.
У червні 1962 — березні 1969 року — командувач Тихоокеанського флоту. Під його командуванням флот прийняв перші атомні підводні човни і організував їх бойову службу, організував постійне перебування кораблів флоту в Індійському океані («Індійська ескадра»).
У березні 1969 — березні 1978 року — заступник головнокомандувача Військово-морського флоту СРСР із протичовнових сил — начальник протичовнових сил ВМФ СРСР.
З березня 1978 по лютий 1979 року — помічник, у лютому 1979 — лютому 1986 року — заступник начальника Генерального штабу Збройних сил СРСР з військово-морського флоту.
У лютому 1986 — листопаді 1987 року — військовий інспектор-радник у Групі генеральних інспекторів Міністерства оборони СРСР.
З листопада 1987 року — у відставці. З 1988 року працював науковим консультантом науково-координаційного центру при Міністерстві закордонних справ СРСР і консультантом Центру оперативно-стратегічних досліджень Генерального штабу Збройних сил СРСР. Брав участь у численних міжнародних переговорах у Швеції, Великій Британії, Франції, Японії та інших країнах.
З 1992 року — на пенсії в Москві.
Помер 27 червня 2007 року в Москві. Похований на Троєкуровському цвинтарі Москви.

## Військово-морські звання
- Контрадмірал (31.05.1954)
- Віцеадмірал (09.05.1961)
- Адмірал (13.04.1964)

## Нагороди
- три ордени Леніна (1956, 1964, 1967)
- три ордени Червоного Прапора (1942, 1954, 1972)
- орден Трудового Червоного Прапора (1979)
- орден Нахімова І ст. (1981)
- орден Нахімова ІІ ст. (1944)
- два орден Вітчизняної війни І ст. (1945, 1985)
- три ордени Червоної Зірки (1943, 1946, 1963)
- орден «За службу Батьківщині у Збройних Силах СРСР» ІІІ ст. (1975)
- медаль «За бойові заслуги»
- медаль «За оборону Ленінграда»
- медалі
- Ленінська премія (1980) — за створення спеціальної інформаційної космічної системи

## Мемуари
- Амелько Н. Н. По зову моря // Военно-исторический архив. — 2001. — № 4-6.
- Амелько Н. Н. В интересах флота и государства: воспоминания адмирала. — М.: Наука, 2003. — 181 с. http://militera.lib.ru/memo/russian/amelko_nn/index.html [Архівовано 3 травня 2021 у Wayback Machine.]
- Амелько Н. Н. Организация борьбы с минной опасностью в первые послевоенные годы (1946—1949 гг.) //Военно-исторический журнал. — 1978. — № 7. — С.31-36.